# Guadalupe la Joya
Guadalupe la Joya är en ort i Mexiko.   Den ligger i kommunen Cochoapa el Grande och delstaten Guerrero, i den sydöstra delen av landet, 280 km söder om huvudstaden Mexico City. Guadalupe la Joya ligger 688 meter över havet och antalet invånare är 167.
Terrängen runt Guadalupe la Joya är kuperad åt sydväst, men åt nordost är den bergig. Runt Guadalupe la Joya är det ganska glesbefolkat, med 26 invånare per kvadratkilometer. Närmaste större samhälle är Terrero Venado, 9,2 km sydost om Guadalupe la Joya. I omgivningarna runt Guadalupe la Joya växer huvudsakligen savannskog.